# Мартинов Олександр Миколайович
Олекса́ндр Микола́йович Марти́нов (16 січня 1908 , Юзівка, Катеринославська губернія  — 10 червня 1964 , Запоріжжя, Запорізька область, Українська РСР, СРСР ) — радянський діяч органів державної безпеки. Депутат Верховної Ради УРСР 1–3-го скликань.

## Біографія
Народився 16 січня 1908 року в родині машиніста паровоза в селищі Юзівка, тепер місто Донецьк, Донецька область, Україна. Закінчив семирічну школу. Трудову діяльність розпочав у 1922 році робітником жерстяної майстерні в Юзівці.
У лютому 1924 — липні 1931 року — учень котельника, котельник металургійного заводу в місті Сталіно. Член комсомолу з 1925 року. Навчався у фабрично-заводській школі.
У липні 1931 — січні 1934 року — заступник начальника котельно-ковальського цеху, начальник цеху заводу «Стальміст» у місті Сталіно.
Член ВКП(б) з листопада 1931 року.
У січні 1934 — вересні 1935 року — начальник відділу технічного контролю заводу «Стальміст» у місті Сталіно.
У вересні — жовтні 1935 року — студент Московської Промислової академії імені Сталіна.
У жовтні 1935 — вересні 1938 року — співробітник УНКВС Донецької, Сталінської області. У вересні 1938 — липні 1939 року — заступник начальника відділу Особливого відділу НКВС Київського військового округу.
У липні 1939 — серпні 1940 року — начальник Управління Народного комісаріату внутрішніх справ УРСР по Житомирській області.
У серпні 1940 — березні 1941 року — начальник Управління Народного комісаріату внутрішніх справ УРСР по Чернівецькій області.
У березні — серпні 1941 року — начальник Управління Народного комісаріату державної безпеки УРСР по Житомирській області.
У серпні 1941 — травні 1942 року — заступник начальника, начальник армійського польового оборонного будівництва, начальник партизанського відділу НКВС СРСР. У травні 1942 — січні 1944 року — начальник оперативного відділу, начальник розвідувального відділу Українського штабу партизанського руху (УШПР); начальник оперативної групи по партизанській роботі при військовій раді Воронезького фронту. У січні — лютому 1943 року — у німецькому тилу в Сумській області, у партизанських загонах Якова Мельника та Михайла Наумова; у квітні — червні 1943 року — у партизанському з'єднанні Сидора Ковпака, брав участь у рейді по німецьких тилах в Житомирську область. У червні 1943 — січні 1944 року — начальник начальник розвідувального відділу УШПР.
У січні — жовтні 1944 року — начальник Управління Народного комісаріату державної безпеки УРСР по Волинській області.
У лютому 1945 — квітні 1951 року — начальник Управління Народного комісаріату-Міністерства державної безпеки УРСР по Миколаївській області.
У квітні 1951 — березні 1953 року — начальник Управління Міністерства державної безпеки УРСР по Одеській області.
У квітні — червні 1953 року — начальник Управління Міністерства внутрішніх справ УРСР по Дніпропетровській області.
У вересні 1953 — квітні 1954 року — начальник Управління Міністерства внутрішніх справ УРСР по Запорізькій області.
У квітні 1954 — квітні 1961 року — начальник Управління Комітету державної безпеки УРСР по Запорізькій області.
З квітня 1961 по 1964 рік — начальник Запорізького обласного управління будівництва і експлуатації шосейних шляхів.
Помер 10 червня 1964 року в місті Запоріжжя, тепер Запорізька область, Україна.

## Звання
- лейтенант державної безпеки
- старший лейтенант державної безпеки (28.08.1939)
- капітан державної безпеки (29.05.1940)
- підполковник державної безпеки (11.02.1943)
- полковник державної безпеки (15.12.1944)

## Нагороди
- орден Трудового Червоного Прапора (23.01.1948)
- два ордени Червоного Прапора (?.12.1942, ?.01.1944)
- орден Вітчизняної війни 1-го ступеня (20.10.1944)
- два ордени Червоної Зірки (?, 29.10.1948)
- медаль «За бойові заслуги»
- медаль «За оборону Сталінграда» (?.12.1942)
- медаль «Партизанові Вітчизняної війни» 1-го ступеня (?.10.1944)
- медаль «За перемогу над Німеччиною у Великій Вітчизняній війні 1941—1945 років»
- медалі
- знак «Почесний працівник ВЧК-ГПУ (XV)» (14.08.1938)